# Junge Christliche Demokraten
Junge Christliche Demokraten (lit. Jaunieji krikščionys demokratai, JKD)  ist eine christdemokratische Jugendorganisation und ein eigenständiger litauischer Kinder- und Jugendverband der ehemaligen Lietuvos krikščionys demokratai (LKD), jetzt TS-LKD. Die Mitglieder sind die christlich orientierten Kinder und Jugendlichen, die Interesse an der Politik haben. Sie sind Katholiken, aber es gibt auch protestantische und orthodoxe Mitglieder. JKD besteht seit dem Ende des 20. Jahrhunderts.

## Leitung
- Gytis Žakevičius, Vorsitzende